# Roslyn (Washington)
Roslyn és una població dels Estats Units a l'estat de Washington. Segons el cens del 2000 tenia 1.017 habitants.

## Demografia
Segons el cens del 2000, Roslyn tenia 1.017 habitants, 467 habitatges, i 249 famílies. La densitat de població era de 82,3 habitants per km².
Dels 467 habitatges en un 25,7% hi vivien nens de menys de 18 anys, en un 43,9% hi vivien parelles casades, en un 6,2% dones solteres, i en un 46,5% no eren unitats familiars. En el 37,9% dels habitatges hi vivien persones soles el 18,2% de les quals corresponia a persones de 65 anys o més que vivien soles. El nombre mitjà de persones vivint en cada habitatge era de 2,18 i el nombre mitjà de persones que vivien en cada família era de 2,89.
Per edats la població es repartia de la següent manera: un 21,9% tenia menys de 18 anys, un 6,5% entre 18 i 24, un 26,9% entre 25 i 44, un 26,6% de 45 a 60 i un 18% 65 anys o més.
L'edat mediana era de 42 anys. Per cada 100 dones de 18 o més anys hi havia 90,9 homes.
La renda mediana per habitatge era de 35.313 $ i la renda mediana per família de 45.179 $. Els homes tenien una renda mediana de 32.379 $ mentre que les dones 25.625 $. La renda per capita de la població era de 18.412 $. Aproximadament el 8,2% de les famílies i el 12,6% de la població estaven per davall del llindar de pobresa.

## Poblacions més properes
El següent diagrama mostra les poblacions més properes.